# Сукумо
Суку́мо (яп. 宿毛市 Сукумо-си) — город в Японии, находящийся в префектуре Коти. Площадь города составляет 286,15 км², население — 21 576 человек (1 августа 2014), плотность населения — 75,40 чел./км².

## Географическое положение
Город расположен на острове Сикоку в префектуре Коти региона Сикоку. С ним граничат города Тосасимидзу, Симанто, посёлок Оцуки и село Михара.

## Население
Население города составляет 21 576 человек (1 августа 2014), а плотность — 75,40 чел./км². Изменение численности населения с 1980 по 2005 годы:
| 1980 | 26 080 чел. |  |
| 1985 | 26 255 чел. |  |
| 1990 | 25 828 чел. |  |
| 1995 | 25 919 чел. |  |
| 2000 | 25 970 чел. |  |
| 2005 | 24 397 чел. |  |

## Символика
Деревом города считается камфорное дерево, цветком — орхидные, птицей — Zosterops japonicus.